# Valérie Warzée-Caverenne
Valérie Caverenne, née le 11 juin 1971 à Liège est une femme politique belge wallonne, membre du Mouvement réformateur (MR).
Elle est régente en mathématiques et sciences économiques ;
gérante indépendante dans le secteur agricole.

## Fonctions politiques
- 03/12/18 à aujourd'hui : bourgmestre de la commune d'Hamois[1] ;
- Du 27 avril 2016 au 3 décembre 2018 : députée wallonne[2] en remplacement de François Bellot, ministre fédéral, empêché ;
- 04/12/06 - 27/04/16 : échevine de la commune d'Hamois[2] ;
- 07/12/2011 - 24/05/2014 : députée à la Chambre des représentants de Belgique en remplacement de la ministre Sabine Laruelle, ministre fédérale, empêchée[2].